# Paraplectana thorntoni
Paraplectana thorntoni är en spindelart som först beskrevs av John Blackwall 1865.  Paraplectana thorntoni ingår i släktet Paraplectana och familjen hjulspindlar. Utöver nominatformen finns också underarten P. t. occidentalis.